# Epson Moverio BT-200
Epson Moverio BT-200 — бінокулярні прозорі відеоокуляри компанії Seiko Epson.

## Історія
Під кінець 2009 Epson почав розробку окулярного дисплея, який би створював враження великого екрану для людей у русі. Таким чином, цей дисплей мав бути невеликим і легким, щоб бути зручним для мандрівників — і оптично прозорим, щоб глядачі могли бачити своє оточення під час перегляду мультимедійного контенту.
9 листопада 2011 року в Японії було представлено Moverio BT-100, відеоокуляри з 0,52-дюймовими дисплеями з роздільністю qHD (960×540 пікселів), які дають враження перегляду віртуального 3D 80-дюймового дисплею з відстані 5 метрів. Компанія очікувала на початковому етапі продати 10 000 пристроїв. Ці окуляри працюють під керуванням операційної системи Android 2.2 і включають підтримку Wi-Fi IEEE 802.11b/g/n (прямий доступ до YouTube і веббраузерів) і MicroUSB. Moverio був відправлений в японські магазини 25 листопада 2011. У березні 2012 Epson запустила продажі Moverio в Сполучених Штатах.
6 січня 2014, Epson оголосила про розробку Moverio BT-200 Mobile Viewer. Крім того, що ці окуляри на 60 % легші, в них вводиться контроль руху, є камера і більш потужний центральний процесор (1,2 ГГц). На додаток до споживання контенту, новий Moverio пристосований для використання з повною доповненою реальністю.

## Технічні характеристики
Основні технічні характеристики:
- Роздільна здатність: qHD (960х540),
- Підтримка стандартів Miracast, Bluetooth 3.0 і DLNA, Wi-Fi IEEE 802.11b/g/n
- Центральний процесор: 1,2 ГГц, 2 ядра
- Оперативна пам'ять: 1 гігабайт
- Звук Dolby Digital Plus
- Робота до 6 годин без підключення до мережі.
- Внутрішня пам'ять: 8 ГБ
- Підтримка карт пам'яті SD, що дозволяє збільшити об'єм пам'яті ще на 32 ГБ.
- Датчики руху: GPS, компас, гіроскоп, акселерометр
- ОС Android 4.0.4
- VGA камера